# إتزلاكوليكو

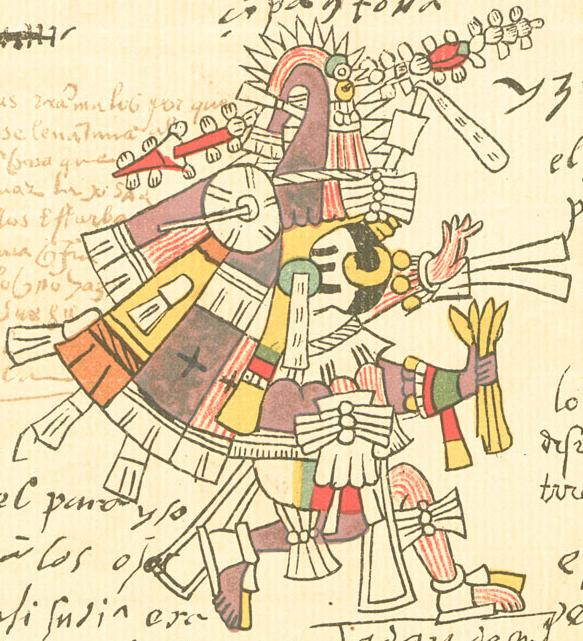
إتزلاكوليكو

إتزلاكوليكو (بالإنجليزية: Itztlacoliuhqui) رب السكين البركانية في أساطير الأزتيك. وهو إله الصقيع. كما أنه يمثل المادة في حالتها التي لا حياة فيها. تصوره أيقونات أنه يحمل مكنسة من القش في يده، ترمز إلى وظيفة إله الموت الشتوي هذا كمنظف الطريق لظهور حياة جديدة بعد ذلك.